# Meta Quest 2
Meta Quest 2 — це гарнітура віртуальної реальності, розроблена Reality Labs, підрозділом Meta Platforms. До 2022 року мала назву Oculus Quest 2, її було перейменовано в рамках поступового припинення бренду Oculus у всій компанії після ребрендингу Facebook, Inc. на Meta.
Це еволюція оригінальної Oculus Quest із подібним дизайном, але меншою вагою, оновленими внутрішніми специфікаціями, дисплеєм із вищою частотою оновлення та роздільною здатністю для кожного ока, а також оновленими контролерами Oculus Touch із покращеним часом автономної роботи. Як і її попередниця, Quest 2 може працювати або як окрема гарнітура з внутрішньою операційною системою на базі Android, або з VR-програмним забезпеченням, сумісним з Oculus Rift, яке запускається на персональному комп'ютері.
Quest 2 отримала здебільшого позитивні відгуки як поступове оновлення Quest, але деякі її зміни зазнали критики, включаючи стандартний наголовний ремінець, параметри міжзіничної відстані (IPD) і нову вимогу до користувачів входити за допомогою облікового запису Facebook, щоб використовувати гарнітуру та служби Oculus. На заміну Quest 2, за такою ж ціною була випущена Meta Quest 3S у 2024 році.

## Технічні характеристики

### Обладнання
Її дизайн схожий на Oculus Quest 1, але замінює чорну, покриту тканиною зовнішню частину білим пластиком і чорною лицьовою панеллю. Вона легша, ніж Quest першого покоління, важить 503 грам порівняно з 571 грамами. Ремінець замінено на тканинний, який тримається регульованою липучкою, замість еластичного ремінця, що використовується в Quest.
У Quest 2 використовується Snapdragon XR2, система на кристалі від Qualcomm. Це похідна версія Snapdragon 865, розроблена для пристроїв віртуальної та доповненої реальності. Вона містить 6 ГБ оперативної пам'яті LPDDR4X — на 2 ГБ більше, ніж у моделі першого покоління.
Подвійні OLED дисплеї Quest першого покоління були замінені на окрему РК-панель із швидким перемиканням і роздільною здатністю 1832 × 1920 на кожне око та частотою оновлення до 120 Гц (збільшення з 1440 × 1600 на кожне око при 72 Гц). Дисплей використовує смугасті субпікселі, а не матрицю PenTile; таке розташування покращує чіткість зображення, зменшуючи «screen-door» ефект. Під час запуску частота оновлення дисплея була зафіксована на рівні 72 Гц, а режим 90 Гц був експериментальним варіантом, обмеженим лише для домашньої зони. Оновлення програмного забезпечення в листопаді 2020 року дозволило запускати ігри в режимі 90 Гц. У квітні 2021 року оновлення додало експериментальну підтримку режиму 120 Гц в іграх.
Гарнітура підтримує фізичне регулювання міжзіничної відстані (IPD) на 58 мм, 63 мм і 68 мм, що регулюється фізичним переміщенням лінз у кожне положення.

### Програмне забезпечення
У Quest 2 працює програмне забезпечення операційної системи на основі вихідного коду Android Open Source Project (AOSP) (з квітня 2024 року під брендом «Horizon OS»). Щоб виконати перше налаштування, потрібно використовувати смартфон з програмою Meta Quest.
Оновлення в лютому 2021 року додало підтримку до трьох додаткових облікових записів для входу в одну гарнітуру з можливістю для облікових записів ділитися придбаним програмним забезпеченням між ними. У квітні 2021 року оновлення програмного забезпечення додало «Air Link» як експериментальну функцію, яка дозволяє транслювати ігри з ПК через Wi-Fi. У липні 2021 року до функції Passthrough було додано експериментальні API, які дозволяють використовувати функцію доповненої реальності.
Внутрішня операційна система спочатку базувалася на вихідному коді Android 10. У березні 2023 року Meta оголосила, що до 30 червня всі нові застосунки Quest повинні будуть націлюватися на рівень API 32 (Android 12.1).

### Контролери

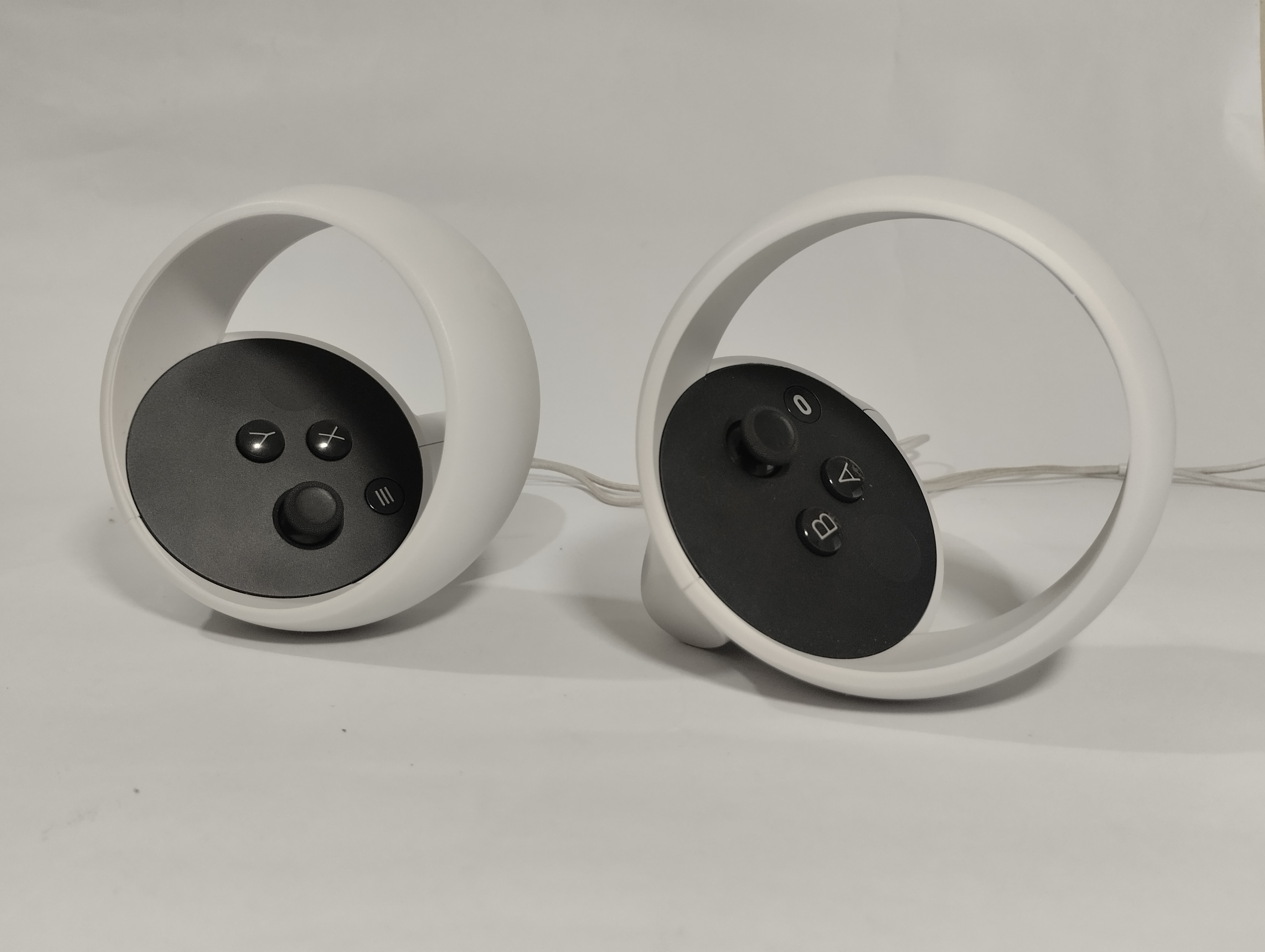
Контролери Oculus Touch у Quest 2.

Контролери, що входять до Quest 2, є контролерами третього покоління Oculus Touch. На дизайн нових контролерів вплинули оригінальні контролери Oculus Rift. Термін служби їх батареї також збільшився в чотири рази порівняно з контролерами, які входять до складу Quest першого покоління.

## Ігри
Quest 2 підтримує всі ігри та програмне забезпечення, створене для моделі першого покоління, а наявні ігри можна оновити для підтримки вищої якості графіки в Quest 2. Вона також підтримує Quest Link (USB) і Air Link (Wi-Fi), що дозволяє використовувати гарнітуру з програмним забезпеченням, сумісним з Oculus Rift на ПК. Вона не сумісна із програмами і іграми Oculus Go.

## Вихід гарнітури
Вперше Quest 2 була випущена у двох SKU, що відрізнялися за ємністю пам'яті: модель на 64 ГБ коштувала 299 доларів США, а модель на 256 ГБ — 399 доларів США; обидва були на 100 доларів дешевші, ніж їхні еквівалентні SKU для першого покоління Quest. У 2021 році модель Quest 2 на 64 ГБ була замінена моделлю на 128 ГБ за тією ж ціною.
У листопаді 2021 року в рамках ребрендингу Facebook, Inc. на Meta бренд Oculus почав припинятися; Oculus Quest 2 почали називати «Meta Quest 2» у рекламних матеріалах, Oculus Store було перейменовано в «Quest Store», а платформи спільноти, розроблені Oculus (такі як Facebook Horizon), взяли бренд «Horizon». У березні 2022 року 38-ма версія системного програмного забезпечення замінила всі екземпляри логотипу Oculus логотипом Meta, а до квітня 2022 року в новіших випусках апаратного забезпечення Quest 2 бренд Oculus було замінено на Meta.
У липні 2022 року було оголошено, що ціни на всі Meta Quest 2 будуть збільшені на 100 доларів США, починаючи з серпня 2022 року, посилаючись на збільшення витрат на виробництво та «для того, щоб ми могли продовжувати інвестувати в шляхи, які сприятимуть розвитку цієї все більш конкурентоспроможної галузі як для споживачів, так і для розробників». Одночасно було оголошено, що Beat Saber також буде в комплекті з гарнітурою до кінця року як рекламна пропозиція. Пізніше ціна моделі на 256 ГБ була знижена до 429 доларів США в березні 2023 року.
З анонсом майбутньої Meta Quest 3 у червні 2023 року (яка була випущена за ціною 499 доларів США за базову модель на 128 ГБ), модель на 128 ГБ була знижена до 299 доларів США, а модель на 256 ГБ — до 349 доларів США. Технічний директор Meta Ендрю Босуорт заявив, що компанія продовжуватиме підтримувати Quest 2 «досить довго». У липні 2024 року Quest 2 почала пропадати з роздрібної торгівлі. Під час Meta Connect у вересні 2024 року компанія Meta офіційно припинила виробництво Quest 2 і представила нову модель початкового рівня, відому як Meta Quest 3S, як заміну за ціною 299 доларів США; запаси Quest 2, що залишилися, будуть продані до кінця 2024 року.

### Аксесуари
Meta представила аксесуар «Elite Strap», який містить кільцеподібну подушечку для потилиці та регулятор щільності прилягання, а також варіант із вбудованим у ремінець акумулятором. Компанія також рекламувала навушники Logitech, «сертифіковані» для Quest 2, включаючи G333 VR — перші ваакумні навушники компанії — які мають укорочені кабелі, призначені для використання з гарнітурами VR.
Крім того, Meta співпрацює з Logitech для підтримки їхньої клавіатури K830 як частини функції «Infinite Office», що дозволяє виявляти та відображати клавіатуру в середовищі віртуальної реальності.
У жовтні 2022 року Meta представила нові контролери Touch Pro для Meta Quest Pro, які також доступні як додатковий аксесуар для існуючих гарнітур Quest 2. Ці контролери мають більш компактний дизайн, замінюють інфрачервоні кільця на відстеження камерами (тому більше не потрібно перебувати в межах прямої видимості камер гарнітури для найкращої продуктивності), а також включають датчик тиску для жестів стиснення пальців і акумуляторні батареї.

## Рецепція
The Verge були позитивними у попередньому огляді, зазначивши, що, хоча їй бракувало видатних функцій, вона мала «варті» покращення, такі як зменшена вага, екран із кращим візуальним виглядом і частотою оновлення, ніж оригінальна Quest, і перенесений порт USB. Новий ремінець критикували за «меншу підтримку та дещо незручніший механізм затягування» (частково виправлено аксесуаром Elite Strap, який продається окремо), а новий механізм IPD вважався «дратівливим» і не таким інклюзивним, як у моделі першого покоління. На завершення було стверджено, що, хоча це не було «обов'язковим оновленням» для існуючих власників, Quest 2 мала «найкращий загальний баланс апаратного забезпечення, функцій і ціни».
Ars Technica були менш позитивними, зазначивши, що її внутрішні динаміки були «помітно чіткішими та голоснішими», але новий тканинний ремінець є незручним у порівнянні з оригінальним еластичним ремінцем Quest, обмежені параметри IPD, гірший час роботи від батареї, а контролери мають менший захват та знижену точність у більш інтенсивних іграх. Було показано, що перехід від OLED до LCD створює «чіткіші» зображення, але більш «розмиті» кольори.
Аксесуар Elite Strap спочатку був зустрінутий критикою через проблеми з ремінцями, які випадково ламаються. У відповідь Meta заявили, що проблема полягала в «невідповідності обробки», яка вплинула лише на кілька одиниць, і продажі ремінця тимчасово призупинили перед тим, як знову надійти в продаж. Повідомлялося також про інші проблеми, наприклад ослаблені гвинти ремінця.

### Продажі
У листопаді 2021 року Qualcomm заявила, що щонайменше 10 мільйонів гарнітур Quest 2 було відправлено по всьому світу. Наприкінці грудня 2021 року програма Oculus (яка була необхідна для завершення першого налаштування) вперше стала найпопулярнішою програмою в iOS App Store і Google Play Store у Сполучених Штатах — це свідчить про те, що гарнітури Quest активно купувалися як різдвяні подарунки під час сезону святкових покупок.

### Інтеграція з Facebook
Quest 2 зіткнулася з критикою через те, що користувачі повинні були входити за допомогою облікового запису Facebook, щоб використовувати гарнітуру і будь-які майбутні продукти Oculus, включаючи кількість даних користувача, які компанія може зібрати за допомогою обладнання віртуальної реальності та взаємодії, таких як оточення користувача, рухи та дії, а також біометричні дані. Повідомлялося, що деякі користувачі не змогли використовувати гарнітуру через призупинення дії їх облікового запису Facebook. Деякі описали, що зв'язування їх деактивованого облікового запису Facebook із пристроєм перетворило гарнітуру на «бруківку». У вересні 2020 року Facebook призупинили продаж усіх продуктів Oculus у Німеччині після того, як зіткнувся з критикою Федерального антимонопольного відомства Німеччини через цю вимогу. На заході Facebook Connect у 2021 році Марк Цукерберг заявив, що компанія «працює над тим, щоб ви могли входити в Quest не з вашого особистого облікового запису Facebook».
Пізніше в липні 2022 року компанія Meta оголосила, що створить нову систему облікових записів Meta, щоб зв'язати додатки та платформи Meta, і що користувачам, які переходять на обліковий запис Meta, буде дозволено відокремлювати свої логіни Facebook від платформ VR. Однак у Ars Technica зазначили, що нові умови обслуговування та політика конфіденційності, пов'язані з новою системою облікових записів Meta, все ще можуть дозволити застосування політики справжнього імені, заявивши, що користувачі будуть зобов'язані надавати «точну та актуальну інформацію (включно з реєстраційною інформацією), яка може включати надання особистих даних», і як раніше дозволяється «безконтрольне» використання даних користувачів Meta.

### Відкликання накладок для обличчя
У грудні 2020 року Meta заявили, що розслідує повідомлення про те, що користувачі відчували висипання та інші подразнення шкіри через поролонову накладку для обличчя Quest 2. У квітні 2021 року компанія заявила, що вона виявила і зменшила використання «декількох слідів речовин, які зазвичай присутні у виробничому процесі і можуть сприяти дискомфорту на шкірі», але вона «не виявила жодного забруднення чи несподіваних речовин у нашому виробничому процесі». 27 липня 2021 року Meta оголосила про відкликання накладок для обличчя в Канаді та Сполучених Штатах, надасть безкоштовні силіконові чохли існуючим користувачам і тимчасово призупинить глобальні продажі Quest 2, щоб включати ці чохли в усі майбутні поставки гарнітури.